# Тангарови
Тангарови или танагрови (Thraupidae), са семейство Врабчоподобни птици, разпространени предимно в тропиците на Централна и Южна Америка. Семейството обединява около 240 вида, чиято класификация все още е предмет на научни спорове. Традиционно смятаните за тангари представители на родовете Euphonia и Chlorophonia вече се отнасят като подсемейство Euphoniinae към Чинковите (Fringillidae), а Chlorothraupis, Habia и прелетните северноамерикански Piranga се смятат за по-близки до Кардиналовите (Cardinalidae).
Прословутите Галапагоски чинки (Geospizini) вече се смятат за представители на тангари.

## Списък на родовете
- Acanthidops (1 вид)
- Anisognathus (5 вида)
- Bangsia (5 вида)
- Buthraupis (4 вида)
- Calochaetes (1 вид)
- Calyptophilus (2 вида)
- Camarhynchus (5 вида)
- Catamblyrhynchus (1 вид)
- Catamenia (3 вида)
- Certhidea (2 вида)
- Charitospiza (1 вид)
- Chlorochrysa (3 вида)
- Chlorophanes (1 вид) – Зелени тангари
- Chlorornis (1 вид)
- Chrysothlypis (2 вида)
- Cissopis (1 вид)
- Cnemoscopus (1 вид)
- Coereba (1 вид) – Цветарници бананов квит
- Compsospiza (2 вида)
- Compsothraupis (1 вид)
- Conirostrum (10 вида)
- Conothraupis (2 вида)
- Coryphaspiza (1 вид)
- Coryphospingus (2 вида)
- Creurgops (2 вида)
- Cyanerpes (4 вида)
- Cyanicterus (1 вид)
- Cypsnagra (1 вид)
- Dacnis (10 вида)
- Delothraupis (1 вид)
- Diglossa (18 вида)
- Diuca (2 вида)
- Dolospingus (1 вид)
- Donacospiza (1 вид)
- Dubusia (1 вид)
- Emberizoides (3 вида)
- Embernagra (2 вида)
- Eucometis (1 вид)
- Euneornis (1 вид)
- Geospiza (6 вида)
- Haplospiza (2 вида)
- Hemispingus (15 вида)
- Hemithraupis (3 вида)
- Heterospingus (2 вида)
- Idiopsar (1 вид)
- Incaspiza (5 вида)
- Iridophanes (1 вид)
- Iridosornis (5 вида)
- Lamprospiza (1 вид)
- Lanio (4 вида)
- Lophospingus (2 вида)
- Loxigilla (4 вида)
- Loxipasser (1 вид)
- Melanodera (2 вида)
- Melanospiza (1 вид)
- Melopyrrha (1 вид)
- Mitrospingus (2 вида)
- Nemosia (2 вида)
- Neothraupis (1 вид)
- Nephelornis (1 вид)
- Nesospingus (1 вид)
- Nesospiza (3 вида)
- Orchesticus (1 вид)
- Oreomanes (1 вид)
- Oreothraupis (1 вид)
- Orthogonys (1 вид)
- Oryzoborus (6 вида)
- Paroaria (6 вида)
- Phaenicophilus (2 вида)
- Phrygilus (11 вида)
- Piezorina (1 вид)
- Pinaroloxias (1 вид)
- Pipraeidea (1 вид)
- Platyspiza (1 вид)
- Poospiza (16 вида)
- Pyrrhocoma (1 вид)
- Ramphocelus (10 вида)
- Rhodinocichla (1 вид)
- Rhodospingus (1 вид)
- Rowettia (1 вид)
- Saltatricula (1 вид)
- Schistochlamys (2 вида)
- Sericossypha (1 вид)
- Sicalis (12 вида)
- Spindalis (4 вида)
- Sporophila (31 вида)
- Stephanophorus (1 вид)
- Tachyphonus (8 вида)
- Tangara (49 вида) – Тангари (танагри)
- Tersina (1 вид) – Лястовичи тангари
- Thlypopsis (6 вида)
- Thraupis (9 вида)
- Tiaris (5 вида)
- Trichothraupis (1 вид)
- Urothraupis (1 вид)
- Volatinia (1 вид)
- Wetmorethraupis (1 вид)
- Xenodacnis (1 вид)
- Xenospingus (1 вид)